# Selemir Milošević
Selimir Milosevic (connu également sous le nom de Selemir Milosevic ou son diminutif Sele Milosevic) est un footballeur serbe né le 4 avril 1940 à Šabac (Royaume de Yougoslavie).

## Biographie
Après avoir fait ses classes à l'Étoile rouge de Belgrade (remportant le Championnat de Yougoslavie en 1964), Milosevic part pour les États-Unis en 1967. Il rejoint les Oakland Clippers qui participent au championnat de la National Professional Soccer League, qu'il remporte en 1967 (ayant fini champion du groupe ouest puis vainqueur des play-offs), avant de disputer celui de la Ligue nord-américaine de football en 1968. Le club se classe deuxième de la division Pacifique de la conférence ouest et ne se qualifie pas pour les play-offs,.
Il rejoint ensuite le Red Star dans le championnat de France. Il est meilleur buteur du club en 1969 avec 14 réalisations en 26 matchs. Au total, il marque 20 buts en 41 matchs avec le club en championnat. En 1971, il rejoint l'Arago sport orléanais qui joue en division 3,.

## Palmarès
- Champion de Yougoslavie en 1964
- Champion de la National Professional Soccer League en 1967 avec les Oakland Clippers